# Чертаново Південне
Чертаново Південне — район у Москві (Росія), розташований у Південному адміністративному окрузі, і відповідне йому однойменне внутрішньоміське муніципальне утворення.

## Показники району
За даними на 2010 рік площа території району становить 938 га. Щільність населення — 15147,7 ос./км², площа житлового фонду — 2192,77 тис. м² (2010 рік).